# Запорожский пивоваренный завод Carlsberg Ukraine
Запорожский пивоваренный завод Carlsberg Ukraine (укр. Запорізький пивоварний завод Carlsberg Ukraine) — предприятие пищевой промышленности Украины, которое занимается производством и сбытом пива и безалкогольных напитков. Находится в Запорожье и является одним из крупнейших заводов Украины. Входит в состав компании Carlsberg Ukraine.

## Запорожский пивоваренный завод № 2
Отправной точкой истории Запорожского пивоваренного завода № 2 стало принятие Плана экономического развития республик СССР в начале 1970-х годов, который, в том числе, был призван решить проблему острой недостачи пива в стране. План предусматривал постройку около 22 пивоваренных заводов, мощностью 45-60 млн литров пива в год. Уже в 1971 году началось строительство одного из первых пивоваренных заводов по новейшему чешскому проекту, с рекордной на тот момент мощностью в 72 млн литров пива в год. Чешские специалисты руководили процессом монтажа и настройки оборудования, а также обучали местный персонал. 12 декабря 1974 года работники Запорожского пивзавода № 2 сделали первую варку пива, а первый разлив был произведён 15 января 1975 года. В 1976 году завод вошёл в Запорожское объединение пивобезалкогольной промышленности, которое существовало до 1984 года. В 1986 году в период антиалкогольной кампании вводились квоты на реализацию продукции, что привело к значительному снижению объёмов производства.

## ПБК Славутич
В 1993 году Запорожский пивоваренный завод был реорганизован в открытое акционерное общество «Пивобезалкогольный комбинат „Славутич“». В августе 1996 году комбинат был куплен группой «Baltic Beverages Holding AB» (BBH), владельцами которой были финская компания Hartwall и промышленная группа Orkla. Первые инвестиции в инновационную трансформацию предприятия составили 20 млн долларов, что позволило увеличить проектную мощность завода более чем в два раза. На протяжении 2001 года были освоены капиталовложения в сумме более 50 млн долларов, часть из которых — реинвестиции самого ОАО.
В рамках модернизации были полностью переоснащены старые линии разлива, мощность которых повысились до 60 тыс. бутылок в час. Была установлена новая высокопродуктивная линия разлива пива (80 тыс. бутылок в час), которая полностью укомплектована оборудованием немецких фирм Klochner Holstein Seitz (KHS) и Kettner, датской Zycla. Была внедрена в производство новая линия разлива пива в кеги мощностью 50 кег в час немецкой фирмы Keg-technologie. На предприятии был построен принципиально новый цех брожения, его основными агрегатами стали 30 цилиндроконических танков (ЦКТ) производства датской фирмы HOLVRIEKA, установленная станция водоподготовки, полностью заменено оборудование холодильного отделения, реконструированы и расширены склады тары и готовой продукции. На тендерной основе предприятие выбрало проект реконструкции варочного цеха. Выполняла работы немецкая фирма Steinecker. В результате от старых котлов осталась только медная поверхность оболочки, все остальное было полностью укомплектовано самым современным технологически совершенным оборудованием. В результате мощность варочного цеха увеличилась почти в 3 раза. Эта же фирма установила на заводе новый фильтр. В процессе модернизации на предприятии было освоено капиталовложений на сумму почти 50 млн долларов.
В мае 1998 года была запущена торговая марка «Славутич», которая в 2000-х стала одной из популярнейших на пивном рынке Украины. Предприятие вывело на рынок следующие сорта пива: «Славутич Пиво», «Славутич Класичне», «Славутич Темне», «Славутич Різдвяне», «Хмільне», «Орел». Позднее были выпущены марки «Славутич Екстра», пиво «Орел-2» с большей плотностью, лёгкий сорт «Славутич Светлое».
В 2003 году завод прошёл сертификацию по международным стандартам ISO 9001:2000 (управление качеством продукции) и ISO 14001:1996 (экологическая безопасность предприятия и охрана окружающей среды). В 2007 году «BBH-Украина» получила кредит в 97,2 млн долларов от ЕБРР для модернизации и расширения заводов, в том числе, Запорожского. В 2013 году завод подтвердил своё соответствие стандартам ISO: 9001:2008, 14001:2004, ISO 22000:2005.
В 2012 году с переименованием компании «BBH Украина» в Carlsberg Ukraine предприятие также получило новое название.

## Производство
Мощность завода составляет около 407 млн литров в год. Количество сотрудников на заводе — более 500 человек. На заводе сточные воды очищаются полным циклом очистки, что является неординарным для украинских предприятий отрасли. В технологическом процессе потребляется произведённый сопутствующий биогаз.